# Daltoniaceae
Daltoniaceae, porodica pravih mahovina u redu Hookeriales. sastoji se od preko 200 priznatih vrsta. Ime je dobila po rodu Daltonia.

## Rodovi
1. genus: Actinodontium Schwägr.
2. genus: Adelothecium Mitt.
3. genus: Amblytropis (Mitt.) Broth.
4. genus: Archboldiella E.B. Bartram
5. genus: Benitotania H. Akiyama, T. Yamag. & Suleiman
6. genus: Callicosta Müll. Hal.
7. genus: Calyptrochaeta Desv.
8. genus: Campylotrichum Sikora
9. genus: Catharomnion Hook. f. & Wilson
10. genus: Cyathophorella M. Fleisch.
11. genus: !!Daltonia Hook. & Taylor nom. cons.
12. genus: Distichophyllidium M. Fleisch.
13. genus: !!Lepidopilum (Brid.) Brid. nom. cons.
14. genus: Leskeodon Broth.
15. genus: Leskeodontopsis Zanten
16. genus: Puiggaria Duby
17. genus: Stenodesmus (Mitt.) A. Jaeger
18. genus: Symphyodon Mont.